# METTL23
METTL23 (англ. Methyltransferase like 23) – білок, який кодується однойменним геном, розташованим у людей на 17-й хромосомі. Довжина поліпептидного ланцюга білка становить 190 амінокислот, а молекулярна маса — 21 469.
| 10         |  | 20         |  | 30         |  | 40         |  | 50         |
| ---------- |  | ---------- |  | ---------- |  | ---------- |  | ---------- |
| MYVWPCAVVL |  | AQYLWFHRRS |  | LPGKAILEIG |  | AGVSLPGILA |  | AKCGAEVILS |
| DSSELPHCLE |  | VCRQSCQMNN |  | LPHLQVVGLT |  | WGHISWDLLA |  | LPPQDIILAS |
| DVFFEPEDFE |  | DILATIYFLM |  | HKNPKVQLWS |  | TYQVRSADWS |  | LEALLYKWDM |
| KCVHIPLESF |  | DADKEDIAES |  | TLPGRHTVEM |  | LVISFAKDSL |  |            |

A: Аланін

C: Цистеїн

D: Аспарагінова кислота

E: Глутамінова кислота

F: Фенілаланін

G: Гліцин

H: Гістидин

I: Ізолейцин

K: Лізин

L: Лейцин

M: Метіонін

N: Аспарагін

P: Пролін

Q: Глутамін

R: Аргінін

S: Серин

T: Треонін

V: Валін

W: Триптофан

Кодований геном білок за функціями належить до трансфераз, метилтрансфераз. 
Задіяний у такому біологічному процесі, як альтернативний сплайсинг. 
Білок має сайт для зв'язування з S-аденозил-L-метіоніном. 
Локалізований у цитоплазмі, мембрані.